# Martina Capurro Taborda
Pour les articles homonymes, voir Taborda.
Martina Capurro Taborda, née le 4 décembre 1997, est une joueuse argentine de tennis, professionnelle depuis 2021.

## Carrière
Martina Capurro Taborda écume sans grand succès le circuit secondaire sud-américain entre 2014 et 2017. Elle fait sa première apparition sur le circuit WTA en simple en 2016 lors du tournoi de Florianopolis. En janvier 2018, elle rejoint les rangs de l'université de l'Oklahoma et joue dans l'équipe des Sooners jusqu'en 2021.
Pendant l'été 2023, elle remporte cinq tournois en l'espace de sept semaines en République Dominicaine et en Argentine. Le 26 novembre, elle dispute la finale du tournoi WTA 125 de Florianopolis face à l'Australienne Ajla Tomljanović mais c'est cette dernière qui remporte le titre.

## Palmarès

### Finale en simple en WTA 125
| No | Date       | Nom et lieu du tournoi         | Catégorie | Dotation  | Surface      | Vainqueure       | Score    |          |
| -- | ---------- | ------------------------------ | --------- | --------- | ------------ | ---------------- | -------- | -------- |
| 1  | 20-11-2023 | MundoTenis Open, Florianópolis | WTA 125   | 115 000 $ | Terre (ext.) | Ajla Tomljanović | 6-1, 7-5 | Parcours |

## Parcours en Grand Chelem

### En simple dames
| Année | Open d'Australie | Open d'Australie    | Internationaux de France | Internationaux de France | Wimbledon | Wimbledon       | US Open | US Open |
| ----- | ---------------- | ------------------- | ------------------------ | ------------------------ | --------- | --------------- | ------- | ------- |
| 2024  | Q1               | Yulia Starodubtseva | Q1                       | Rebecca Marino           | Q1        | Valentina Ryser |         |         |

N.B. : à droite du résultat se trouve le nom de l'ultime adversaire.

## Classements WTA en fin de saison
| Année          | 2015 | 2016 | 2017 | 2018 | 2019 | 2020 | 2021 | 2022 | 2023 | 2024 |
| Rang en simple | 853  | 632  | 891  | –    | 997  | 1038 | 812  | 404  | 196  | 323  |
| Rang en double | –    | 833  | 804  | 1126 | 986  | 1024 | 1177 | 460  | 410  | 758  |

Source : (en) Classements de Martina Capurro Taborda sur le site officiel de la Fédération internationale de tennis